# J-антенна

J-антенна.

J- антенны представляют собой обычные полуволновые штыревые антенны. Впервые использовались в 1909 году для дирижаблей, где свешивались с их хвостов. Четвертьволновый кусок антенны представляет собой резонатор, предназначенный для настройки согласования антенны с питающим кабелем.   

## Характеристики
J-антенны по своей конструкции напоминают латинскую букву J и представляют собой всенаправленные полуволновые антенны. Согласование сопротивлений антенны с питающей линией достигается путем перемещения запитки вдоль резонатора до тех пор, пока не сравняются импедансы. Будучи полуволновой антенной, она формирует сплюснутую к земле диаграмму направленности.
J-антенна излучает или принимает электромагнитные волны вертикальной поляризации. Плечи резонатора антенны должны быть расположены в вертикальном положении.

### Коэффициент усиления и диаграмма направленности

Диаграмма направленности антенны в Е-плоскости относительно диполя.

Усиление подобных всенаправленных антенн в максимуме диаграммы направленности составляет около 2,2 дБ.
На основе подобных J-антенн можно делать направленные антенны. Для направленных антенн рефлектор и директор закрепляют около J-антенны на противоположных местах от вибратора. Направление излучения антенны будет происходить в сторону директора, который имеет длину, меньшую, чем вибратор и рефлектор.

## Конструкция
J-антенны обычно изготовляют из металлических труб,  коаксиального или двухжильного кабеля.

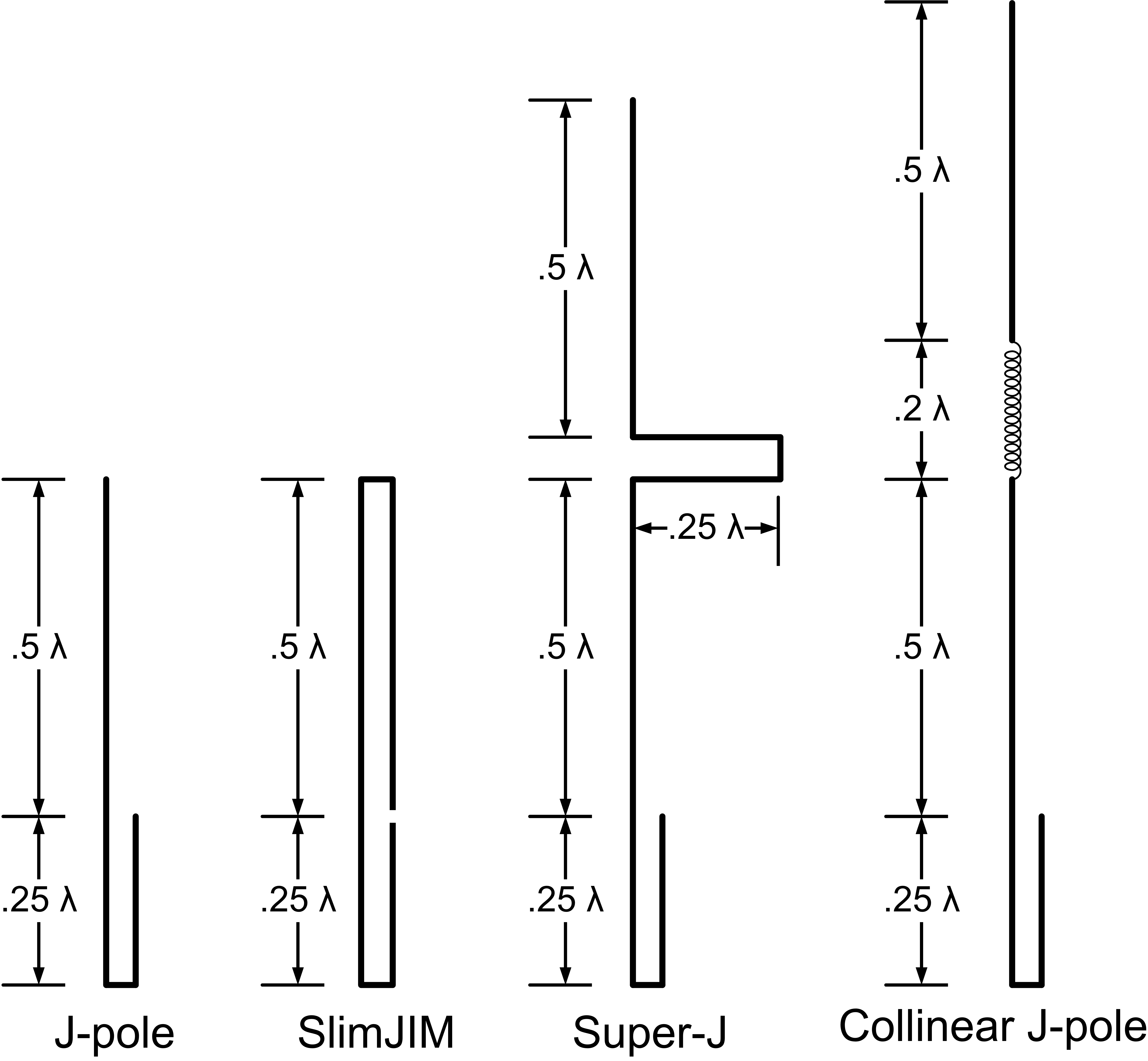
Варианты J-антенн

Возможны разные варианты конструкции антенн – с согнутым диполем, удлиненным диполем и др.
Удлиненные антенны дают прирост усиления около 1, 5 дБ за счёт сжимания диаграммы в вертикальной плоскости.

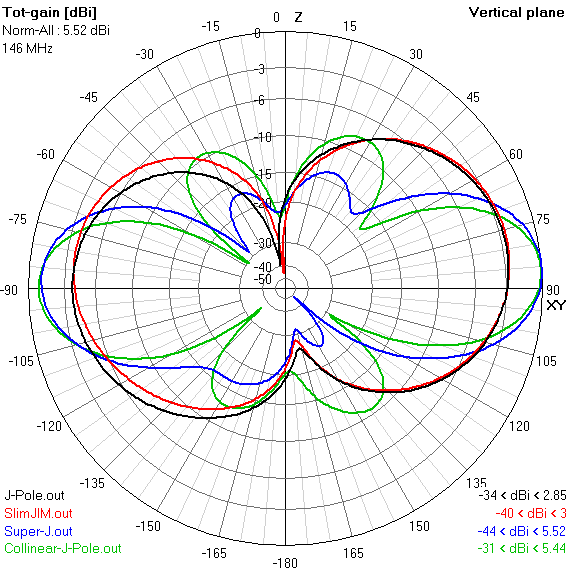
Диаграммы направленности J-антенн разных вариантов в Е-плоскости

По диаграммам направленности антенн видно, что максимальное усиление достигается в удлиненных антеннах.
В настоящее время J-антенны используются в основном в радиолюбительских целях. Нижняя часть антенны может быть заземлена и использоваться, как молниеотвод. Заземление не влияет на работу приемо-передающего оборудования и характеристики антенны, но защитит приемник от удара молнией. С такими антеннами можно работать и в грозу.